# Loviseberg (kommundel)
Loviseberg är en kommundel i Huddinge kommun, Stockholms län. Tillsammans med kommundelen Glömsta har Liseberg en yta av 9,7 kvadratkilometer. Den 31 december 2019 bodde i Loviseberg och Glömsta 6 420 invånare. Loviseberg bildades 2018 som ny kommundel och blev då en av Huddinges 16 kommundelar. Området hörde tidigare till kommundelen Flemingsberg. Loviseberg är idag (2022) till stor del ett naturskönt rekreationsområde med skidbacke, strandbad och vandringsleder. Enligt kommunen är Loviseberg utpekat som "utvecklingsområde under utredning" med framtida bostadsbebyggelse.

## Geografi och vägar

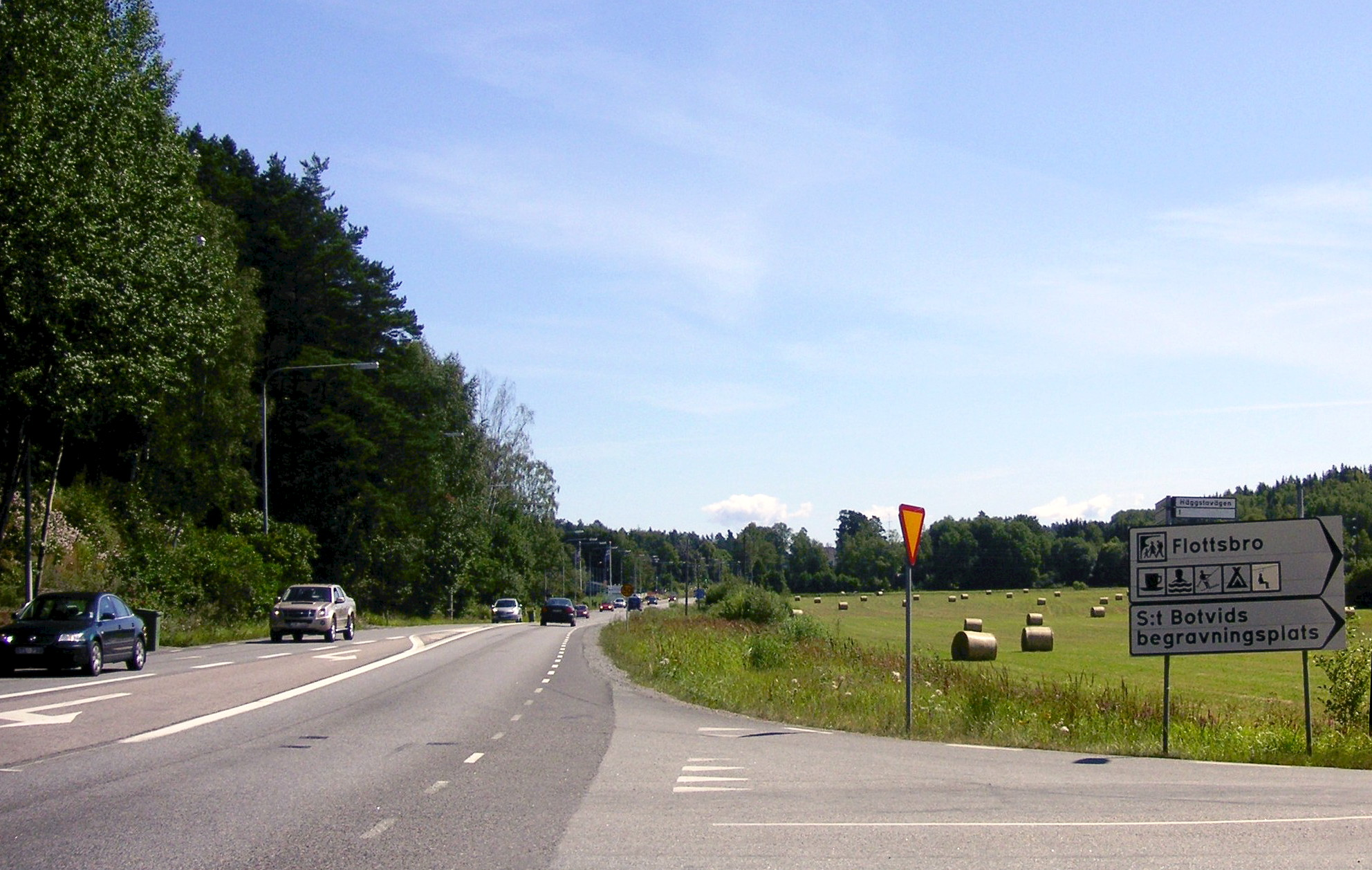
Glömstadalen och Glömstavägen, 2008.

Loviseberg ligger i kommunens västra del och omges av kommundelarna Vårby i norr, Glömsta i nordost och Flemingsberg i sydväst. I söder vidtar Botkyrka kommun och i väster ingår en del av Albysjön. Mot kommundelens norra sida sträcker sig Glömstadalens långsträckta öppna karaktär med brukad odlingsmark som  berättar om storgårdsdriften under Glömsta, Fullersta och Flemingsbergs gårdar. Hela dalgången är utpekad som ett kommunalt kulturmiljöintresse. 
När den förhistoriska farleden i Glömstadalen grundades upp genom landhöjningen lades förutsättningarna för dagens vägnät. I området löper flera generationer av vägar från den äldsta tingsvägen vid Flottsbro till Göta landsväg som på 1660-talet flyttads från Flottsbro till Fittjanäset. Tingsvägen, som i några avsnitt bevarat karaktären av ridstig, följer Lovisebergsvägen och går genom skogen vidare till Flottsbro där en flottbro förde resande över vattnet (nuvarande Flottsbrokanalen) och vidare söderut till Svarta Löt tingsplats. 
Dagens huvudtrafikstråk längs med Glömstadalen är Glömstaleden (en del av Länsväg 259) som kommer att byggas ut till Tvärförbindelse Södertörn. I Glömstadalen finns även planer för en framtida Spårväg syd. Från Glömstaleden går Häggstavägen in i kommundelens centrala delar. Vägen slutar vid S:t Botvids begravningsplats respektive Flottsbro friluftsanläggning. Lite längre österut märks lokalgatan Lovisebergsvägen som har sitt namn efter Lovisebergstorpet. Högsta punkt med 103 meter över havet är Flottsbrobacken som dock är konstgjort. Högsta naturliga höjd är 82 meter över havet belägen cirka 300 meter öster om Flottsbrobacken.

## Namn, historia och framtidsplaner

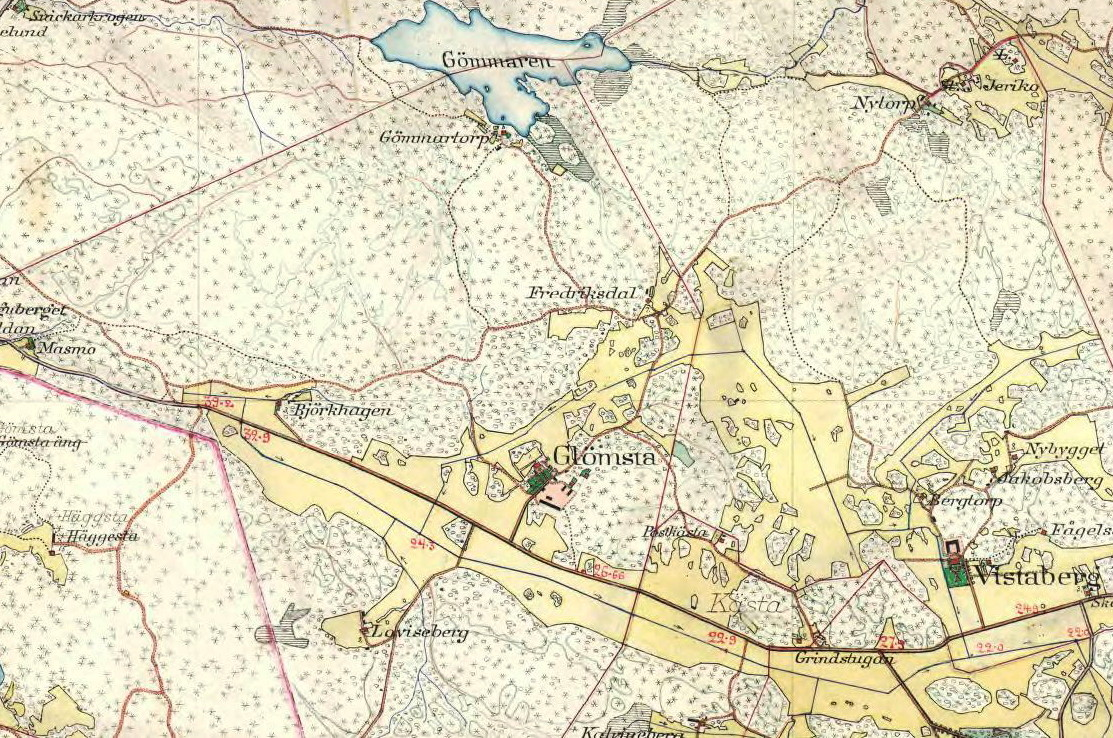
Loviseberg och Glömstadalen, 1901.

Kommundelsnamnet Loviseberg härstammar från torpet Loviseberg, som från 1801 upptas i husförhörslängderna och tillhörde Glömsta gård. Efter 1860 användes torpet som statarbostad. Själva torpet finns inte kvar idag, däremot en villa från 1933, ett mindre företagarområde och ett nybyggt container-modulhus för nyanlända. 
I trakten finns bosättningar från stenåldern samt järnåldern som Glömstahällen vid Lovisebergsvägen vittnar om. Här gick en vikingatida bro över ett numera försvunnet vattendrag som sträckte sig i dagens Glömstadalen. Hällens ristning "Sverker lät göra bron efter Ärengunn, sin goda moder" anses vara utförd på uppdrag av Glömstas ägare. Hällen påminner om den förhistoriska Svartlötens tingsvägs sträckning över Glömstadalen.
I samband med arbeten för kommunens kommundelsreform valdes, efter viss tvekan, Loviseberg som ny kommundelsnamn. Anledning för tveksamheten var att i grannkommunen Botkyrka finns ett mindre industriområde med namnet Loviseberg, vilket kunde leda till förväxlingar. I Huddinge används Loviseberg redan frekvent i texter exempelvis kopplade till Spårväg syd. Enligt riktlinjerna för god ortnamnsed bör man inte ändra namn som har en historisk koppling till platsen och Loviseberg ansågs därför vara ett passande kommundelsnamn.
I början av 2020-talet står Loviseberg inför stora förändringar. Området är i kommunens markanvändningskarta utpekat som "utvecklingsområde under utredning". Den nya kommundelen anses ha goda förutsättningar att utvecklas till ett nytt bostadsområde som skall byggas på Glömstadalens jordbruksmark. Det kommer vara välförsörjt med kollektivtrafik genom kommande Spårväg syd och genom trafikleden Tvärförbindelse Södertörn. Enligt planerna skall Tvärförbindelse Södertörn läggas i tunnel (Glömstatunneln) förbi Loviseberg (färdigställande tidigast 2033). Tunneln bidrar till att Lovisebergs framtida bostadsbebyggelse kan växa samman med Glömstas befintliga villakvarter.

## Natur och rekreation
- Glömsta äng, Huddinges äldsta och minsta naturreservat
- Flottsbro, friluftsområde med bad, skidbacke och vandringsleder
- Albysjön, gränssjö mot Botkyrka

## Bilder

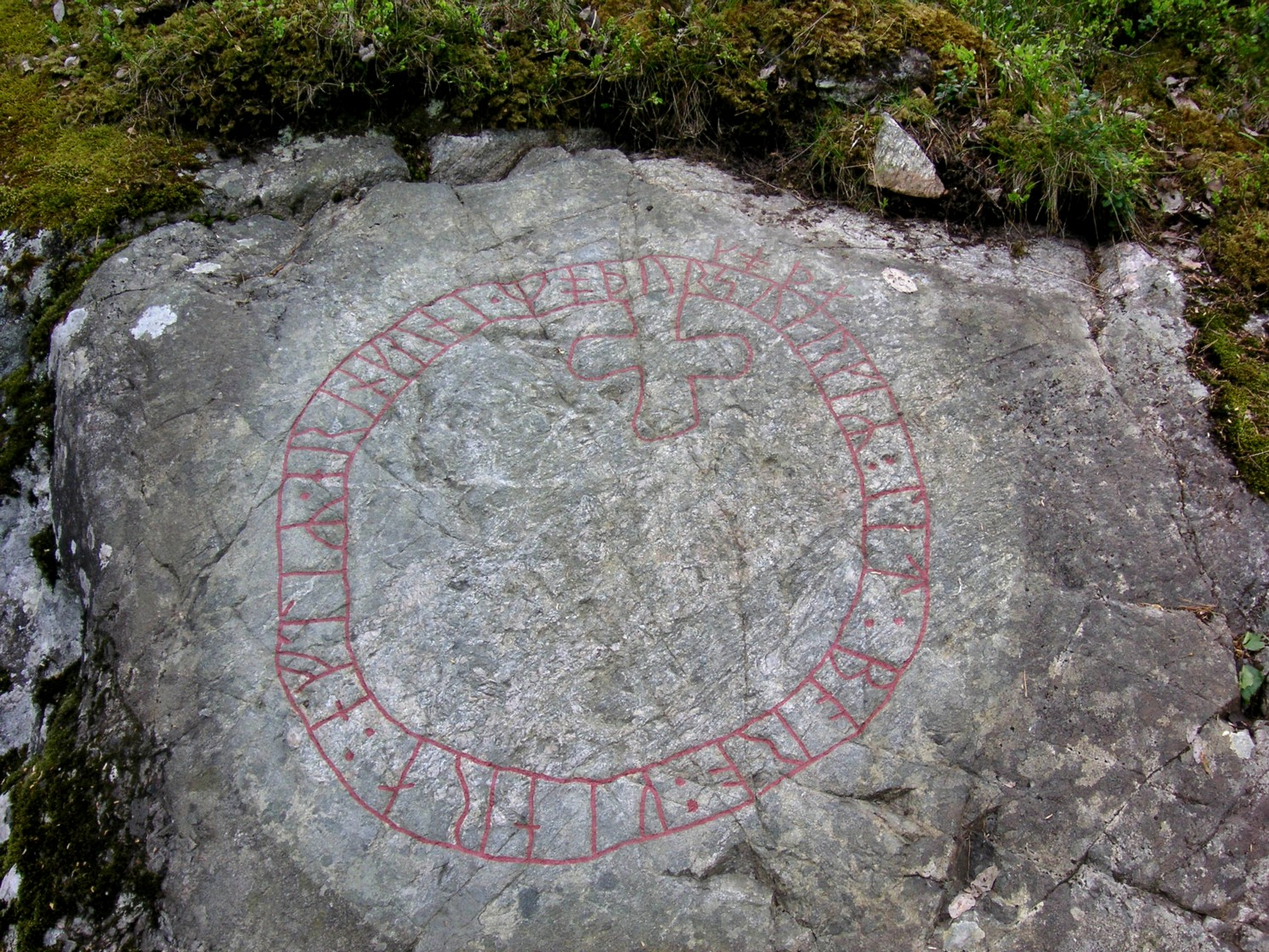
Glömstahällen.
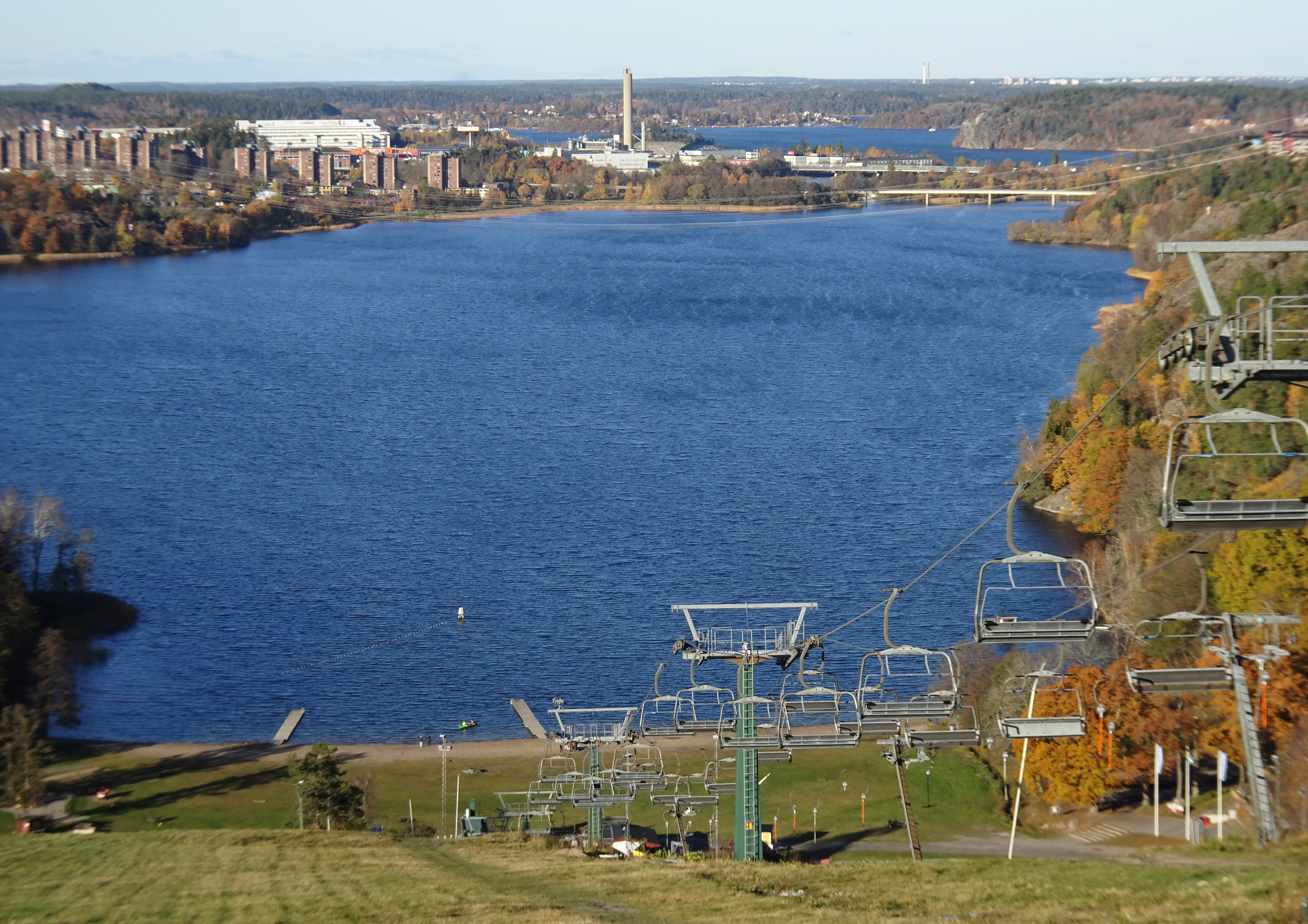
Albysjö sedd från Flottsbrobacken.
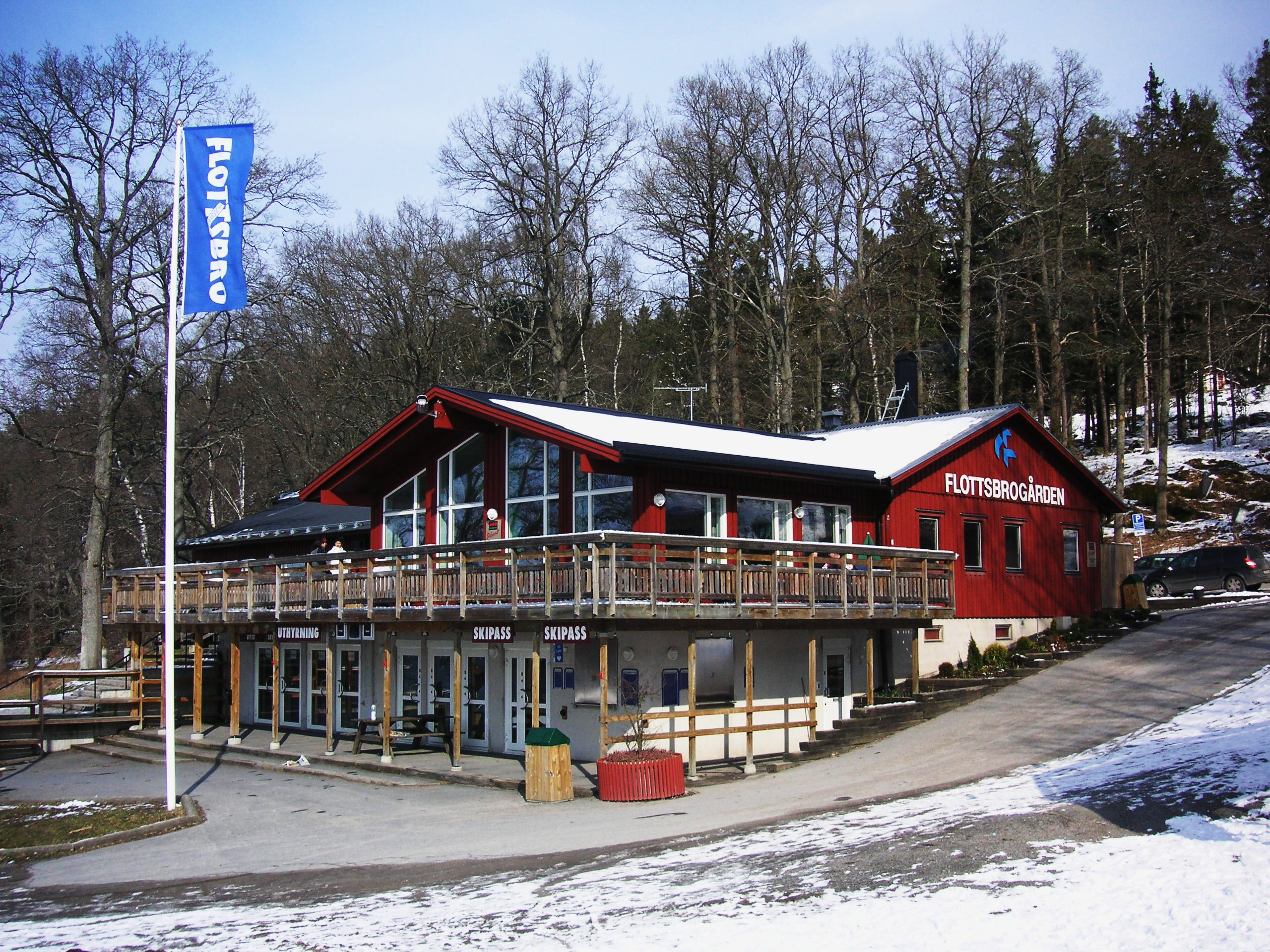
Flottsbrogården.
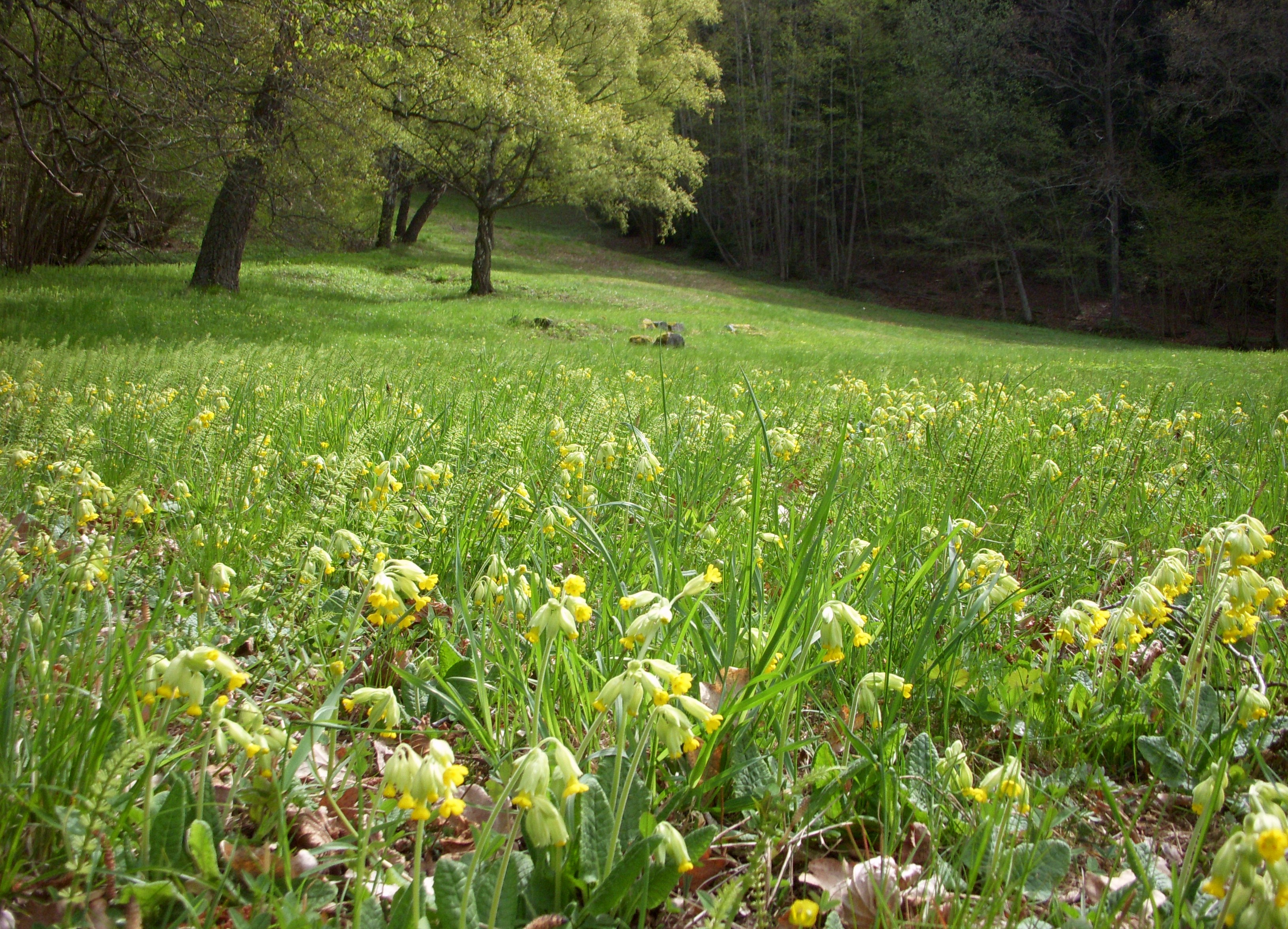
Glömsta äng på våren.
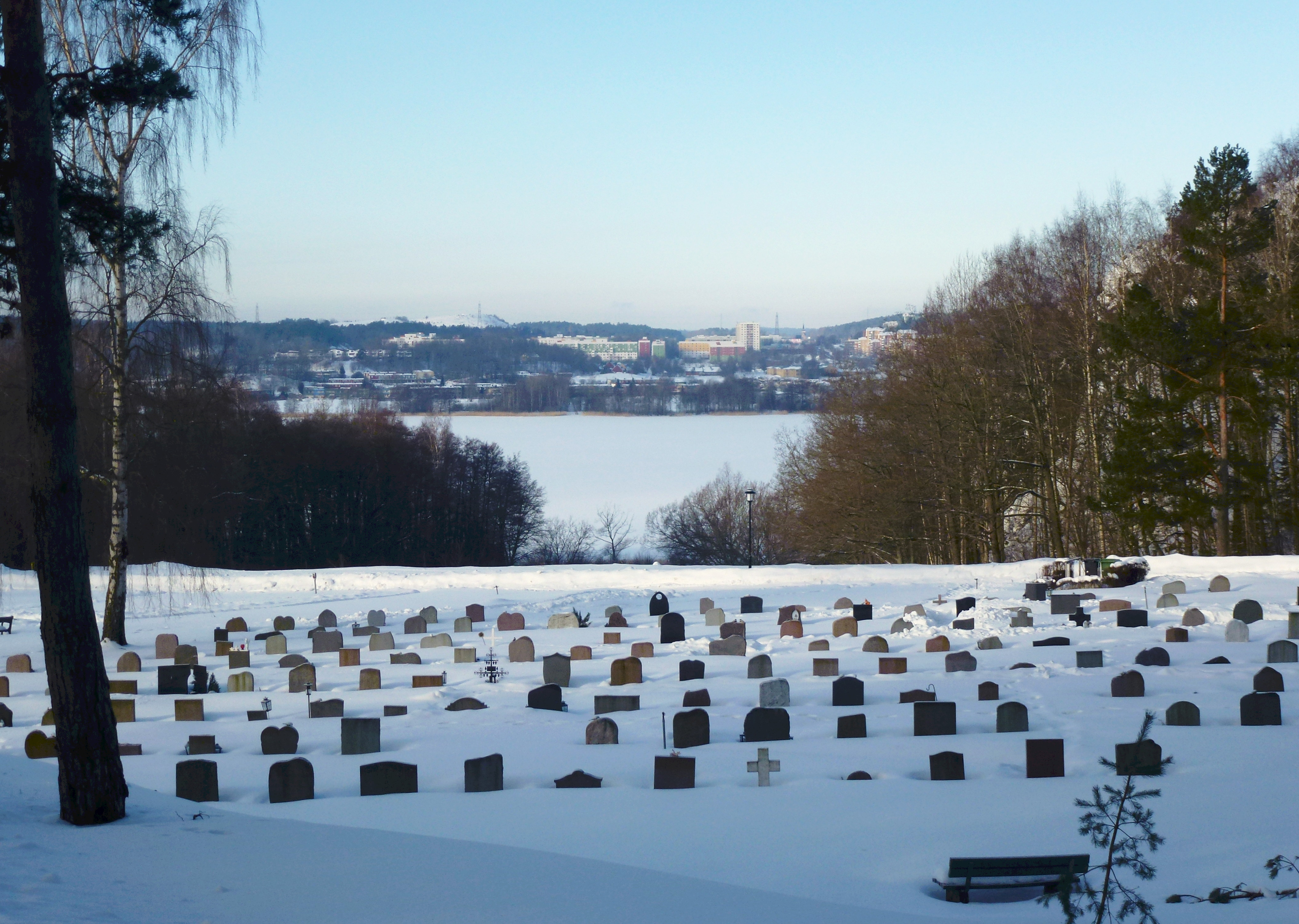
S:t Botvids begravningsplats.